# Rosa Pantaleón
Rosa Pantaleón, también conocida como Rosa Jasovich Pantaleón (Ciudad de Buenos Aires, Argentina, 1891 - ?) fue una militante política argentina. Junto a Alicia Moreau de Justo y Alfredo Bravo, fundó la Asamblea Permanente por los Derechos Humanos en Argentina, y fue la primera secretaria general de la Federación Democrática Internacional de Mujeres.